# 유화액
1. 두 개의 섞이지 않은 용액. 아직 유화(乳化)되지 않은 상태.
2. 상 I (Phase I)속에서 분산되어 유화된 상 II (Phase II)
3. 불안정한 유화액. 점진적으로 분리가 일어난다.
4. 계면활성제(입자들의 외곽에 나타남)가  상 I 과 상 II 사이의 경계면에 위치하여 유화액을 안정시킴.

1. 두 개의 섞이지 않은 용액. 아직 유화(乳化)되지 않은 상태.
2. 상 I (Phase I)속에서 분산되어 유화된 상 II (Phase II)
3. 불안정한 유화액. 점진적으로 분리가 일어난다.
4. 계면활성제(입자들의 외곽에 나타남)가 상 I 과 상 II 사이의 경계면에 위치하여 유화액을 안정시킴.

액체 방울이 액체 속에 분산(dispersed)해있는 유체 체계.
주1: 정의는 우측의 주석에 근거한 것임.
주2: 방울은 무정형일수도, 액정일수도, 또는 그것들의 혼합물일 수 도 있음.
주3: 분산된 상태를 이루는 방울의 크기는 일반적으로 10 nm에서 100 μm임. 
즉 일반적인 콜로이드 입자의 크기를 초과할 수 도 있음.
주4: 만약 유기물이 분산되고, 그 연속매가 물이나, 수용액, 또는 유기용매인 경우 
그 유화액을 기름/물 유화액(o/w) 유화액이라고 일컬음.
주5: w/o 유화액은 때로 inverse emulsion이라 불리지만, 
이는 오해의 여지가 있어 권장되지 않음.

유화액(乳化液, 영어: emulsion 에멀젼[*])은 우유처럼 액체가 다른 액체에 콜로이드 상태로 퍼져 있는 용액이다. 주로 서로 섞이지 않는 두 액체 사이에 일어난다. 콜로이드와 유화액이 비슷한 의미로서 쓰이지만, 유화액의 경우 주로 두개의 상이 존재하는 경우 주로 사용된다.
유화액(乳化液)이란 말은 우유와 같이 된다라는 뜻으로, 영어표현 emulsion 또한 "to milk"라는 뜻의 라틴어 단어로부터 유래한다. 우유의 경우 물과 지방, 그리고 여러 구성요소로 이루어진 유화액이다.
두개의 액체는 용매(연속매)와 용질에 따라서 여러 유화액의 종류를 형성하는데, 기름과 물을 예로 들자면, 일단 "물 안에 기름이 들어간 경우"(물은 여기서 분산(dispersion)의 매개체가 된다. 지질단백질은 이에 해당한다.)와, 반대로 "기름 안에 물이 들어간 경우"가 가능하다.
중첩된 유화액 상태도 가능한데, "물 안의 기름 속의 물(water-in-oil-in-water)" 유화액과 "기름 안의 물 속의 기름oil-in-water-in-oil" 유화액 또한 존재한다.
유화액이라는 말은 사진 필름에서 빛에 민감한 부분을 일컫는 말이다. 사진술에서의 유화액은 젤라틴속 퍼져있는 할로겐화 은 입자의 콜로이드로 구성되어 있다. 핵건판(核乾板, nuclear emulsion)도 사진에서의 유화액과 비슷한데 다른 점이 있다면, 이는 물리학에서 고에너지 기본 입자를 검출하는데 쓰인다는 점이다.

## 형태와 성질
유화액은 보통 안개낀 듯한 모양을 하는데, 그 이유는 상의 경계에서 빛의 산란이 일어나기 때문이다. 보통 유화액은 빛이 균일하게 산란되는 경우 흰색을 띠게 된다. 충분히 희석된 경우, 주파수가 높고 파장이 긴 빛이 더 산란되어 틴들 효과에 의해 더 푸른색을 띠게 된다. 만약 충분히 농축된 경우, 색이 상대적으로 긴 파장으로 왜곡되어 노란색에 가까워지는 경향이 나타난다. 특별히 방울의 크기가 100 nm이하인 경우(마이크로유화액(microemulsion)과 나노유화액(nanoemulsion)) 반투명하게 나타난다. 이러한 현상은 입사광의 파장의 사분의 일을 초과하여야 빛이 산란되는데에 기인한다. 일반적으로 가시광선은 390 nm부터 750 nm정도로, 방울의 크기가 100 nm이하인 경우, 그냥 빛이 산란없이 통과하게 된다.
외형의 비슷함때문에 나노유화액과 마이크로유화액은 착각하기가 쉽다. 보통 마이크로유화액은 기름 입자가 계면활성제나 보조계면활성제(co-surfactant), 보조용매(co-solvents)에 의해 가용성이 된 경우 나타난다. 그러나 계면활성제로 인한 여러 단점때문에 계면활성제의 존재는 많은 응용분야에서 걸림돌이 된다. 그리고 마이크로유화액의 안정성은 보통 희석이나 가열이나 산도 조절에 의해 손상되는 경우가 많다.
일반적인 유화액은 태생적으로 불안정하므로 자발적으로 생성되는 경우는 거의 없다. 흔들기, 젓기, 균질화(homogenizing), 또는 초음파에 노출시키는 등 에너지를 가하는 것이 유화액 생성에 필요하다. 시간이 흐를수록 유화액은 안정된 상태로 돌아가는 경향이 있다. 비네그레트에서 식초와 기름이 분리되는 경우와 같이 불안정한 유화액은 다시 흔들지 않는 이상, 안정된 상태로 돌아가버리려 한다. 마이크로유화액의 경우 열역학적으로 안정적인 반면, 투명한 나노유화액은 역학적으로 안정적이다.
물과 기름의 유화액이 "물 안에 기름이 들어간" 유화액인지 "기름 안에 물이 들어간" 유화액인지는 두 상의 부피비와 유화제의 종류가 결정한다. 여기서 유화제는 잘 용해되지 않는 물질의 확산을 촉진시키는 물질을 말한다.
이차 성분의 농도가 높은 두 소액성(疏液性) 액체 유화액 혼합물의 기하학적 구조는 프랙탈을 나타낸다.(작은 규모에서는 유화액 입자가 동적 비균질 구조를 불가피하게 형성한다.) 기본적인 불규칙(elementary irregularities)의 크기는 구성요소의 부피량에 따라 달라진다. 이 불규칙성의 프랙탈 차원은 2.5이다.

### 불안정성
유화액은 시간이 흐름에 따른 변화에 저항하는 능력을 지칭한다. 네 가지 종류의 불안정의 종류가 있는데,  각각 응집(Flocculation), 크리밍(Creaming), 합체(Coalescence), 오스트발트 숙성(Ostwald ripening)이다. 이 중 응집은 방울을 끌어당기는 힘이 작용할 때 발생하며, 포도송이 같은 뭉치를 형성한다. 합체는 방울끼리 부딪혀 더 큰 방울을 형성하는 것으로, 이에 따라 방울의 평균 크기는 시간이 흐름에 따라 증가하게 된다. 유화액은 또한 크리밍을 경험하기도 하는데, 방울이 부력의 영향으로 위로 떠오르거나, 원심분리기에서 구심력의 영향으로 분리되는 것을 말한다.
적절한 계면활성제는 유화액의 역학적 안정성을 증가시킬 수 있다. 이 때 방울의 크기는 시간이 흐름에 따라 잘 증가하지 않게 된다.

### 물리적 안정성의 모니터링
유화액의 물리적 안정성을 확인하는 방법에는 빛의 산란, 집속 빔 반사율 측정( focused beam reflectance measurement), 원심분리, 그리고 유동학(rheology, 流動學)이 있다. 각 방법은 각기 장점과 단점을 지니고 있다.

### 유화액의 불안정성 가속
안정성을 낮추는데에는 시간이 오래걸리기도 한다. 일부는 짧은 시간 내에 분리되지만, 때로는 몇 년이 걸리기도 한다. 이 과정을 가속시켜 제품의 사용가능 기간을 측정한다. 열역학적인 방법이 주로 사용된다. 유화액의 온도를 올리는 경우(위상 반전이나 화학적 열화(chemical degradation)에 대한 임계 온도 미만일 경우) 불안정성을 가속시킬 수 있다. 온도는 점성 뿐만아니라 계면장력 등 넓은 범위에서는 유화액 내부의 작용에도 영향을 준다. 유화액을 높은 온도에 두는 것은 현실적인 상황에서 제품의 모의실험을 하는 셈이기도 하지만(여름철 자동차 안에 놓은 선크림처럼), 또한 불안정성을 가속하는 것이기도 하다.
기계적인 가속 방법으로는 진동, 원심분리, 교반(agitation)등이 사용된다.

## 유화제
유화제(乳化劑)란 유화액의 역학적 안정성을 향상시키는 물질을 말한다.
식품에서 쓰이는 유화제로는 달걀 노른자, 머스타드, 레시틴, 인산 나트륨, 스테아릴 젖산 나트륨, DATEM(주로 제빵에 사용됨) 등이 있다. 또는 고체 입자를 특정 환경에 적용하여 안정성을 향상시키는 피커링 유화를 사용하는 방법도 있다.
세제 또한 물과 기름 사이에서 작용하는 계면활성제의 일종이다. 비누또한 이에 해당하며, 크림과 로션등에도 유화제가 들어가 있다. 이에 쓰이는 주요 유화제로는 유화 왁스, 세테아릴 알코올(Cetostearyl alcohol), 폴리소베이트 20(Polysorbate 20), 세테아레스(Ceteareth) 등이 있다. 때로는 유화액 내부에 포함된 물질이 유화제처럼 작용하는데, 이때 나노유화액이 생성된다. 이의 대표적 현상으로 우조 현상(Ouzo effect)이 있다. 이 때의 유화액은 불투명한 유백색을 띤다.

## 유화의 메커니즘
유화의 메커니즘을 설명하는 이론은 표면장력 이론(Surface tension theory), 반발설(Repulsion theory), 점성률 수정(Viscosity modification) 등이 있다.
표면장력 이론에 따르면 두 상의 계면장력의 감소로 유화가 발생한다. 그리고 반발설에 의하면 서로를 밀쳐내는 유화제가 하나의 상을 둘러싸고, 이로 발생하는 반발력이 분산의 매개물질안에 방울들이 멈춰있도록 한다는 것이다. 점성률 수정 이론에 의하면, 트래거캔스 고무나 아라비아검 같은 친수콜로이드(hydrocolloid)처럼, 또는 카르복시메틸 셀룰로오스(CMC)나 글리세린, 폴리에틸렌글리콜(PEG)과 같이 매개 물질의 점성을 높혀 분산된 상이 유화액내에서 머무르도록 한다는 것이다.

## 이용

### 식품
물 안에 기름이 들어있는 유화액은 다음과 같은 식품에서 찾아볼 수 있다.
- 에스프레소의 거품 - 커피 기름이 물안에 들어간 경우로 불안정한 유화액이다.
- 마요네즈와 올랑데즈 소스 - 달걀 노른자 렉틴나 기타 식품첨가물에 의해 안정화된 경우.
- 우유 - 유지방이 물 안에 유화된 경우.
- 비네그레트 - 식초와 식물 기름간 유화액. 유화제를 사용하지 않기에 불안정한 유화액이다.

기름 안에 물이 들어있는 유화액은 흔하지는 않지만 아래와 같은 것들이 있다.
- 버터 - 버터 지방속 물의 유화액

### 의약품
의약품, 화장품 등에는 유화액이 흔히 쓰이고 있다. 로션 등에서 찾아볼 수 있다. 마이크로유화액의 경우 백신의 전달 물질 등에서 찾아볼 수 있다.

### 소방
기름등에 의한 불의 경우 물만으로는 끌 수 없지만, 기름과 물의 유화액의 경우, 물이 증발하며 기름이 연료를 둘러싸면서 불을 끌 수 있다.

### 화학 합성
유화액은 고분자 합성에도 이용된다. 유화중합의 경우 응고를 막을 수 있는 장점이 있다. 페인트나 풀, 그리고 라텍스의 경우에도 이러한 방식으로 생산된다.